# كوشة (لبنان)
كوشة  هي قرية لبنانية من قرى قضاء عكار في محافظة الشمال. تقع في تجمع للقرى يسمى نجد عكار.